# Brad Falchuk
Brad Falchuk   (Newton, 1 de març de 1971) Bradley Douglas Falchuk és un escriptor, director i productor de televisió nord-americà. És més conegut per haver co-creat amb Ryan Murphy les sèries de televisió Glee, American Horror Story, Scream Queens i Pose. També va ser escriptor i productor executiu de Nip/Tuck i està casat amb l'actriu Gwyneth Paltrow.

## Biografia
Falchuk va néixer a Massachusetts de pares jueus. La seva mare és Nancy Falchuk, la presidenta nacional de l'Organització Sionista de Dones Hadassah d'Amèrica des del 2007 fins al 2011. A l'escola secundària, va intentar distingir-se dels seus companys de classe amb una corbata a l'escola cada dia. També va jugar a beisbol, bàsquet i lacrosse. Va dir: "Sempre intentava semblar intel·ligent perquè no em sentia intel·ligent"; en realitat tenia dislèxia no diagnosticada. Es va graduar a Hobart i William Smith Colleges el 1993.
Va rebre el màster en guió al Conservatori AFI.

## Filmografia com a director

#### Crèdits com a guionista, productor o director
- Mutant X (2001)
- Earth: Final Conflict (2001-2002)
- Nip/Tuck (2003-2010)
- Glee (2009-2015)
- American Horror Story (2011-present)
- Scream Queens (2015-2016)
- American Crime Story (2016-present)
- 9-1-1 (2018-present)
- Posi (2018-2021)
- The Politician (2019)
- 9-1-1: Lone Star (Spin-off, 2020-present)
- American Horror Stories (Spin-off, 2021-present)
- The Brothers Sun (2022)

## Premis i nominacions
| Curs | Premi                                       | Categoria                                                                | Treballar | Resultat   |
| ---- | ------------------------------------------- | ------------------------------------------------------------------------ | --- | ---------- |
| 2010 | Premis AFI                                  | Programa de televisió de l'any                                           | Glee (amb Ryan Murphy i Ian Brennan) | Va guanyar |
| 2011 | Premis AFI                                  | Programa de televisió de l'any                                           | Glee (amb Ryan Murphy i Ian Brennan) | Va guanyar |
| 2011 | Premis de televisió de l'Acadèmia Britànica | Millor Internacional                                                     | Glee (amb Ryan Murphy i Ian Brennan) | Nominat    |
| 2011 | Premis Nacionals de Televisió               | Elecció digital                                                          | Glee (amb Ryan Murphy i Ian Brennan) | Nominat    |
| 2010 | Premis Primetime Emmy                       | Escriptura destacada per a una sèrie de comèdia                          | Glee (amb Ryan Murphy i Ian Brennan) | Nominat    |
| 2010 | Premis Primetime Emmy                       | Millor sèrie de comèdia                                                  | Glee (amb Ryan Murphy, Ian Brennan, Dante Di Loreto, Bradley Buecker, Alexis Martin Woodall i Kenneth J. Silverstein)                                                                                      | Nominat    |
| 2011 | Premis Primetime Emmy                       | Millor sèrie de comèdia                                                  | Glee (amb Ryan Murphy, Ian Brennan, Dante Di Loreto, Bradley Buecker, Alexis Martin Woodall, Kenneth J. Silverstein i Michael Novick)                                                                      | Nominat    |
| 2012 | Premis Primetime Emmy                       | Escriptura destacada per a una minisèrie, pel·lícula o especial dramàtic | American Horror Story: Coven (amb Ryan Murphy per a l'episodi " Bitchcraft ") | Nominat    |
| 2013 | Premis Primetime Emmy                       | Minisèrie o pel·lícula excepcional                                       | American Horror Story: Asylum (amb Ryan Murphy, Dante Di Loreto, Tim Minear, Jennifer Salt, James Wong, Jessica Sharzer, Bradley Buecker, Alexis Martin Woodall i Chip Vucelich)                           | Nominat    |
| 2014 | Premis Primetime Emmy                       | Minisèrie o pel·lícula excepcional                                       | American Horror Story: Coven (amb Ryan Murphy, Dante Di Loreto, Bradley Buecker, Alexis Martin Woodall i Chip Vucelich)                                                                                    | Nominat    |
| 2021 | Premis Primetime Emmy                       | Millor Sèrie Dramàtica                                                   | Pose (amb Ryan Murphy, Nina Jacobson, Brad Simpson, Alexis Martin Woodall, Sherry Marsh, Steven Canals, Janet Mock, Our Lady J, Tanase Popa, Lou Eyrich, Jeff Dickerson, Todd Nenninger i Kip Davis Myers) | Nominat    |
| 2021 | Premis Primetime Emmy                       | Escriptura destacada per a una sèrie dramàtica                           | Pose (amb Steven Canals, Our Lady J, Janet Mock i Ryan Murphy per a l'episodi "Series Finale") | Nominat    |
| 2011 | Premis del Gremi de Productors d'Amèrica    | Productor destacat de televisió episòdica, comèdia                       | Glee (amb Ian Brennan, Dante Di Loreto, Ryan Murphy i Kenneth J. Silverstein) | Nominat    |
| 2012 | Premis del Gremi de Productors d'Amèrica    | Productor destacat de televisió episòdica, comèdia                       | Glee (amb Ian Brennan, Dante Di Loreto, Ryan Murphy i Kenneth J. Silverstein) | Nominat    |
| 2013 | Premis del Gremi de Productors d'Amèrica    | Productor destacat de televisió de llarga durada                         | American Horror Story: Asylum (amb Bradley Buecker, Dante Di Loreto, Alexis Martin Woodall, Ryan Murphy i Chip Vucelich)                                                                                   | Nominat    |
| 2014 | Premis del Gremi de Productors d'Amèrica    | Productor destacat de televisió de llarga durada                         | American Horror Story: Coven (amb Bradley Buecker, Dante Di Loreto, Ryan Murphy, Chip Vucelich i Alexis Martin Woodall)                                                                                    | Nominat    |
| 2010 | Premis ràpids de TV                         | Millor Nou Drama                                                         | Glee (amb Ryan Murphy i Ian Brennan) | Va guanyar |
| 2011 | Premis ràpids de TV                         | Millor Sèrie Dramàtica                                                   | Glee (amb Ryan Murphy i Ian Brennan) | Nominat    |
| 2010 | Premis del Gremi d'Escriptors d'Amèrica     | Nova Sèrie                                                               | Glee (amb Ryan Murphy i Ian Brennan) | Nominat    |
| 2010 | Premis del Gremi d'Escriptors d'Amèrica     | Sèrie de comèdia                                                         | Glee (amb Ryan Murphy i Ian Brennan) | Nominat    |
| 2011 | Premis del Gremi d'Escriptors d'Amèrica     | Sèrie de comèdia                                                         | Glee (amb Ryan Murphy i Ian Brennan) | Nominat    |
| 2020 | Premis del Gremi d'Escriptors d'Amèrica     | Premi Valentine Davies                                                   | |            |